# Дождь (фильм, 1929)
«Дождь» (нидерл. Regen) — короткометражный документальный фильм, снятый Йорисом Ивенсом и Маннусом Франкеном в 1929 году. Премьерный показ состоялся 14 декабря 1929 года, в Амстердаме в одном из театров художественного объединения «Фильм-лига», «De Uitkijk».

## Создание
Связь Ивенса с «Фильм-лигой» объясняет его интерес к экспериментам с формой кино. Киноклуб «Фильм-лига» был основан в 1927 году по предложению Генрика Шольте (нидерл. Henrik Scholte) и служил площадкой, распространяющей авангардные, а также ограниченные к показу советские фильмы. В том же году члены «Фильм-клуба» заявили о своих эстетических взглядах: в манифесте, написанном Шольте, главное место занимало определение кинематографиста как художника, стоящего превыше всего, звучат призывы к смелому новаторству, эксперименту и «свободной дискуссии» на экране. Эстетическая программа «Фильм-лиги» в целом повторяла декларации французского «Авангарда». От художников «новой кинематографии» требовалось своеобразие и оригинальность; всячески поощрялись импровизационность кинорассказа, насыщенность фильма поэтическими метафорами, острота и выразительность формы; высоко ценились техничность монтажа, изысканное чувство ритма. Но были в этой программе и некоторые индивидуальные особенности. Они сводились к требованию уравновешенности фильма, к заботе о высокой изобразительной культуре и верности жизни.
«Фильм-лига» быстро переросла в массовое и популярное движение, её отделения были открыты во Франции, Дании, Германии, и пользовались успехом. Ивенс, в качестве одного из главных лиц организации, путешествовал по европейским странам и встречался с многими кинематографистами. Жизнь в кругу кинематографистов вылилась в собственное творчество, а особым фактором послужила солидная библиотека кино, располагавшаяся у Ивенса на мансарде дома. Там он знакомился с теорией кино, а на своём монтажном столе оттачивал практические навыки. Свой первый известный фильм, «Мост», Ивенс снял в 1928 году. Создание «Дождя» приходится на середину 1929 года.
Ивенс работал вместе с двумя приятелями, Ченг Фаем (англ. Cheng Fai), помощником по хозяйству, и юным Джоном Ферно. Ченг Фай часто помогал Ивенсу работать под дождём — пока Ивенс, в дождевике и высоких ботинках, искал ракурс или занимался съёмкой, Фай стоял под зонтом и закрывал собой камеру и киноплёнку от воды. Джон Ферно же был прислан к Ивенсу своей мамой, которая была обеспокоена за сына и его плохое поведение; она надеялась, что тот положительно повлияет на Ферно и обучит его полезным навыкам. В «Дожде» Ивенс поручил Ферно вести велосипед, появляющийся в одном из кадров, а со временем между ними установилось полноценное профессиональное сотрудничество, примером которого является участие Ферно в съёмке фильма «Испанская земля».
В процессе создания фильма Ивенс пользовался новейшей камерой Эмануэля Голдберга «Kinamo», получившей название в результате соединения греческого корня «kine» и латинского «amo» (в переводе как «Я люблю кино»). Такая лёгкая ручная камера как Kinamo была необходима для съёмки дождя, появляющегося и исчезающего внезапно. Ивенс утверждал, что изобретение Голдберга оказало значительное влияние на его карьеру.

цит. по Michael Buckland, "Emanuel Goldberg and His Knowledge Machine", Libraries Unlimited , 2006:

Держа в своей руке камеру, изумительную Kinamo профессора Голдберга, я освобождался от огрубелости, я мог запечатлеть движение там, где раньше получалось сделать лишь несколько фиксированных кадров, и то в лучшем случае. Ничего не зная о гибкости кинематографа, с помощью этой камеры я достиг плавности и неразрывности. В тот день я осознал, что камера подобна глазу, и я сказал себе: «Коль скоро это взгляд, он должен быть живым».
В период съёмок Ивенс организовал целую систему телефонного оповещения. Когда где-либо начинался дождь, один из его друзей, живущих в этом районе города, звонил режиссёру, тот вскакивал на велосипед, мчался к месту дождя и снимал его. Было интересно наблюдать при этом за реакцией людей. Однажды Ивенс стоял под дождём один на совершенно пустынной улице, снимая какой-то кадр. В этот момент подошёл полицейский и арестовал его, приняв за сумасшедшего.
Сорежиссёр картины, Маннус Франкен был расстроен тем, что премьера не принесла ему почти никаких денег. Хотя в своей автобиографии Ивенс утверждает, что идея «Дождя» пришла ему самому на ум во время работы над другой картиной, на самом деле, Франкен предложил снять «Дождь» осенью 1927 года. Франкен, с одной стороны, писал соратникам из «Фильм-лиги», что не желает принимать от Ивенса плату за работу над фильмом, но в то же время он высказывал недовольство слишком малой оплатой его вклада.

## Место фильма в истории киноискусства
Йорис Ивенс (1898—1989) на протяжении своей жизни создал 13 полноценных документальных фильмов, которые, будучи взяты в своей взаимосвязи, в целом отражают пройденный документальным кинематографом путь: начав с поэтической документалистики, вершиной которой является картина «Дождь», Ивенс перешёл к созданию коммерческих фильмов, затем к политическому документальному кино и, наконец, к документальным фильмам антивоенной тематики. Его последняя картина, «История ветра» (фр. Une Histoire de Vent) — автобиографическая история, посвящённая несовпадению мечты с реальностью.
Ивенс был одним из наиболее заметных представителей нидерландского киноискусства, заложившим традиции в том, что касается композиции кадра и монтажа. Художественные изобретения Ивенса значимы в масштабе всего голландского художественного искусства. На протяжении веков, начиная от проникновенного реализма голландских живописцев «золотой эпохи» до импрессионизма, пуантилизма, вплоть до «Де Стейл», Нидерланды были богато представлены талантливыми живописцами, находившими новаторские решения в области композиции, среди них: Рембрандт, Ван Гог, М. Эшер. Поэтому внимание Ивенса к композиции кадра объясняется не только тем, что три поколения его семьи профессионально занимались фотографией, но также и особенностью художественной традиции Нидерландов. Голландские фильмы обращены внутрь себя и стоят несколько в стороне от мирового кинематографа: в них развиваются характерные голландские темы, постоянно используются традиционные приёмы художественного оформления, в том числе композиционная борьба-единство элементов — приём, который принадлежит голландской культуре не меньше, чем каналы и мельницы.
Ивенс также заложил традицию тонкой и скрупулёзной работы с порядком и организацией кадров в картине, основанную, вероятно, на экспериментах Л.Кулешова — В.Пудовкина. Результаты последних легли в основу одного из главных принципов советской монтажной школы: объединение двух кадров рождает тот смысл, который исходные кадры не могут нести, будучи взятыми по отдельности друг от друга.
«Дождь» выступил в качестве одной из главных картин авангардного жанра «городской симфонии», распространённого в 20е-30е года XX века. Жанр «городской симфонии» можно определить как сплав документального кино с авангардным. Для него характерно стремление выразить поэтику художественного формализма в изображении городской жизни и целиком направить на неё внимание зрителя. Разделяя эти стремления, Ивенс всё же отходит от канона «городской симфонии» в фильме «Дождь», где фокус перемещён им от изображения городской жизни к тем изменениям, которые в неё вносит ливень, а также и к самому ливню. Камера снимает городских жителей, не зацикливаясь долго ни на ком, в кадр время от времени попадает амстердамская архитектура, однако большую часть времени занимают изображения туч и облаков, деревьев, сгибаемых порывистым ветром, капель дождя и многочисленных предметов городского ландшафта, по которым стекает дождевая вода.
На произведение Ивенса повлияла модернистская революция в искусстве, вылившаяся в такие непохожие друг на друга эстетические течения, как немецкий экспрессионизм, дада, «новая вещественность». Экспрессионистские черты Ивенс усвоил, находясь в начале 20-х годов в Берлине, в Веймарской Германии, чьё политическое устройство уже тогда воспринималось немцами крайне негативно. Вспыхнули и были подавлены несколько рабочих восстаний; недоверие к разрозненному правительству было сильно усугублено инфляцией немецкой марки: так, за 4 месяца 1923 года цена бумажной марки упала в 382 000 раз. Сам Ивенс, однако, не испытывал затруднений, поскольку пользовался нидерландской валютой. Он смог полностью погрузиться в мрачную социокультурную атмосферу Веймарской Германии. После того, как заканчивалась учёба (известно воспоминание Ивенса о профессоре, втягивавшем кокаиновую дорожку перед началом лекции) Ивенс и его друзья — артисты, писатели и поэты, издатели, анархисты, радикальные коммунисты — шли на эстрадное представление в театр «Аполло», либо в кино, где в то время показывали немецких экспрессионистов: Р.Вине и Ф.Мурнау.
Хотя жизнь Ивенса в Веймарской республике не продолжалась долго, в «Дожде» можно проследить сильное влияние, оказанное на него немецким экспрессионизмом и предшествующим ему авангардом. К этому времени авангардное движение было встречено многими кинематографистами, которых оно наставило на путь раскрытия художественного потенциала кино. Кинематографисты искали новые средства выразительности в формальной стороне фильма, не желая создавать то безвкусное, однообразное развлекательное кино, которое в то время преобладало на экранах. Фильм, как они утверждали, должен создавать неповторимый художественный универсум, внутри которого не важно, преобладает мотив абсурдизма Бунюэля и Дали, чистое формальное совершенство, служащее рефлексии Вертова в «Человеке с киноаппаратом» или что-то другое. Авангардистского идеала твёрдо придерживался и Ивенс, когда создавал «Дождь». В этом фильме он сосредоточился на достижении нужного эффекта при помощи композиции и ритма, которые создают поэтический портрет дождя и городской жизни в особой ситуации взаимодействия. Благодаря этому Ивенс получил от своих товарищей по «Фильм-лиге» прозвище поэта-инженера. В фильме «Дождь» он оставляет свойственные модернизму темы, и направляет камеру на более романтичные предметы. Утопание города в воде и промокшие чулки и ботинки горожан отнюдь не выражают контраста между природой и цивилизацией: напротив, Ивенс показывает их гармонию. Поэтика «Дождя» несвойственна для своего времени: она характеризуется меньшим фанатизмом и возбуждением, режиссёр намеренно создаёт тёплую лиричную атмосферу.
Ивенсу удаётся добиться важного для формалистического искусства эффекта «остранения» — такого изображения привычной вещи, когда автору удаётся представить её как увиденную в первый раз, разработав и описав её нетривиальную черту.
Картина удостоена неоднозначных оценок. Так, оценка, данная ей исследователями творческого пути Ивенса, принципиально отличается от того, как реагировали на картину члены «Фильм-лиги», для которых к 1929 году она была наиболее удавшейся картиной на счету Ивенса. В. Пудовкин, возможно, был первым, кто назвал «Мост» и «Дождь» нетипичными для Ивенса картинами, имея в виду то, что в них режиссёр лишь ищет собственные средства выразительности, но не затрагивает пока ещё социальной тематики, ставшей впоследствии единственной темой его творчества. Эти картины, при всех их достоинствах, лишь помогли Ивенсу найти собственный подход к формальному и техническому оснащению фильмов, но были в стороне от его духовных поисков надёжности и определённости в мире, где господствует хаос.
Зигфрид Кракауэр относил работу Ивенса к числу документальных картин запечатлевающих «явления материального мира из интереса к ним самим».  По его мнению «Дождь» и «Нанук с севера» Роберта Флаэрти представляют собой «документальные ленты, насыщенные творческой изобретательностью их режиссёров, которым, как и талантливым фотографам, присущи все черты вдумчивого, наделённого воображением читателя и пытливого исследователя; прочитанное и открытое ими является результатом полного освоения данного материала и его выразительного отбора».

## Эстетика и содержание фильма
«Дождь» — образец фильма, снятого в популярном в двадцатые годы жанре «городской симфонии». Самые известные фильмы этого жанра принадлежат Вальтеру Руттману («Берлин — симфония большого города»), Альберто Кавальканти («Только время») и Дзиге Вертову («Человек с киноаппаратом»). В рамках этого жанра почерк режиссёра проявляется в отборе показываемых им сторон городской жизни, а также в том, насколько явно он допускает в отснятом материале звучание собственной субъективности: Руттман позволяет городу самому говорить за себя, в то время как произведения Вертова всегда рефлексивны, в них отчётливо и ясно слышится голос режиссёра. «Городские симфонии» связаны с направлением авангарда и рождением формализма в искусстве, и в этой связи их эстетические достоинства и стилистические качества играют большую роль, нежели непосредственное содержание. Эстетические достоинства «Дождя» — в первую очередь, это композиция и оригинальность, свежесть темы и авторского взгляда.
Картина имеет повествовательную структуру. Повествование начинается с того, что зритель знакомится с обстановкой: город Амстердам, амстердамские крыши, каналы, улицы и жители города, расходящиеся по своим будничным делам. Начинается дождь: от падающих капель возникает рябь на воде, поднимается и нарастает ветер, с места на место перелетают взволнованные птицы. В одном из кадров показан человек, который, остановившись, ловит своею рукой дождевую каплю, а затем набрасывает воротник и, ускоряясь, торопится скорее уйти с открытого места. Ивенс применяет технику кинорепортажа — правдивой документальной съёмки. Он писал: 
Журнал «Кино и жизнь», 1930, №5, стр. 21:

Я тщательно изучил дождь с точки зрения фотогеничности и анализировал известные моменты, подобно тому, как это делается при работе с новым актёром. Вся жизнь людей, их движения, походка и т. п. меняются при дожде. Взрослые защищаются зонтиками, дети продолжают играть, старики с трудом стараются от него спастись.
Дождь усиливается, и камера пытается поймать кого-то из горожан, приспосабливающихся к резко изменившейся погоде. Всё находится в движении, поэтому камере не удаётся зафиксировать отдельных лиц: люди торопливо проходят мимо и смешиваются друг с другом в толпе с раскрытыми зонтами.По мере того как улицы пустеют, внимание переключается на взаимодействие дождя с городским ландшафтом: вода заполняет водоотводные лотки и стекает в каком-то направлении, бежит по кровлям и желобам, уносит листья, попавшие на водную гладь каналов. На переднем плане оказываются то струи воды, спускающиеся по стеклу, то падающие и подгоняющие своё падение капли. В этих кадрах Ивенс обнаруживает своё изумительное «чувство вещи», огромную наблюдательность и чуткость к материальному миру. «Исследованию» крупным планом подвергаются самые обыкновенные проявления дождя, и поэтому происходящее принимает для нас особую достоверность.
Наконец, дождь минует. На каналах Амстердама водворяется спокойствие, на мокрых поверхностях искрятся блики света, чувствуется сырость. Показываются горожане, и Амстердам постепенно возвращается к будничной жизни.
Ивенс пытливо экспериментирует с композицией кадра, выбирая для съёмки неожиданные, но выразительные предметы, находя оригинальные, но не вычурные ракурсы для их съёмки. К примеру, тени в «Дожде» движутся сверху вниз подобно каплям, а женщина с тележкой появляется в отражении из лужи, через которую она переступает; о разыгрывающейся погоде и нарастающем волнении говорит тень, падающая от самостоятельно закрывающейся оконной створки, а проходящего по тротуару мужчину мы наблюдаем по его отражению в хромированной автомобильной раме, покрытой каплями, блестящими на солнце. Парадоксально, что композиционные приёмы Ивенса им использованы не для реализации эстетической программы авангарда, а скорее наоборот — они помогают раскрыть сюжетную историю (дождь) и её главный конфликт — согласие между цивилизацией и природными силами. Импровизация и насыщенные поэтические метафоры, острота и выразительность формы, чувство ритма и техничность монтажа подчинены здесь реальному предмету и его документальному «исследованию», а не существуют беспредметно, сами ради себя. О своих ранних произведениях, среди которых «Дождь», Ивенс писал так: 
Журнал «Cinema Universitario», Editada por el Cine-Club Universitario de Salamanca, 1960, №11, стр. 19:

Всё это я делал, не желая быть абстрактным, как Вальтер Руттман. Это были эстетические эксперименты, но они основывались на реальных вещах.
Особое значение для эстетики фильма имеет ритмика действий. Когда чёрные зонты наводняют кадр, и люди, скрывающиеся под ними, передвигаются по площади, общее движение находится в ритмике, свойственной движениям воды: толпа убывает и редеет, зонты набегают друг на друга, движутся в едином потоке. Это композиционное решение косвенно служит для передачи гармонии, существующей между человеческим обществом и природой. О продолжительности же ливня мы судим из того, что ясному состоянию погоды соответствует более спокойный ритм в кадре, в то время как движение в кадрах, содержащих ливень, ускорено.
Несмотря на то, что смена кадров в «Дожде» почти всегда сопровождается полной сменой предмета, между ними установлена прочная связь, последовательность. Эта последовательность иллюстрирует не какой-то вневременной порядок происходящего, но цельное, монолитное время, на протяжении которого «в режиме реального времени» проливается дождь. Отточенная ритмичность кадров служит решению следующей задачи: художественное произведение должно быть соразмерно реальности. Время не кажется в картине Ивенса искажённым, смятым или нереальным, ни одна сцена не «выпадает». Здесь, кроме ритмики, также работает принцип, открытый уже упомянутой советской монтажной школой: Л. Кулешов и В. Пудовкин выяснили, что когда человек видит последовательно два кадра, он предполагает существование между ними всевозможной связи. Поэтому, видя, что вслед за кадром, показывающим падение первых капель в канал, идёт кадр, в котором мужчина торопится убрать свою бакалею под навес, мы воображаем, что он торопится спасти её от дождя. В другом месте мы видим женщину, запрыгивающую в трамвай на ходу; а следующий кадр показывает нам из вид из заднего окна какого-то трамвая, и мы предполагаем, что это тот самый трамвай, на котором едет, спасаясь от дождя, показанная нам женщина.